# ألان داي
ألان داي (12 نوفمبر 1938 - ) (بالإنجليزية: Alan Day)‏ هو لاعب كريكت بريطاني.

## وصلات خارجية
- ألان داي على موقع إي آس بي آن كريك إنفو (الإنجليزية)